# Открытый чемпионат Италии по теннису 2019
Открытый чемпионат Италии по теннису 2019 — 76-й розыгрыш ежегодного профессионального теннисного турнира среди мужчин и женщин, проводящегося в итальянском городе Рим и являющегося частью тура ATP в рамках серии серии Мастерс и тура WTA в рамках серии Премьер 5.
В 2019 году турнир прошёл с 13 по 19 мая. Соревнование продолжало околоевропейскую серию грунтовых турниров, подготовительную к майскому Открытому чемпионату Франции.
Прошлогодние победители:
- в мужском одиночном разряде —  Рафаэль Надаль
- в женском одиночном разряде —  Элина Свитолина
- в мужском парном разряде —  Хуан Себастьян Кабаль и  Роберт Фара
- в женском парном разряде —  Эшли Барти и  Деми Схюрс

## Общая информация
Мужской одиночный турнир мог собрать девять представителей топ-10 мирового рейтинга, отсутствовал только № 8 в мире на тот момент Кевин Андерсон из-за травмы. Первым номером посева стал лидер рейтинга и четырёхкратный чемпион турнира Новак Джокович. Вторая ракетка мира, прошлогодний победитель и рекордсмен по числу побед на местном турнире Рафаэль Надаль имел второй номер посева. В итоге оба фаворита разыграли титул в финале и сильнее оказался Надаль. Испанец обновил свой рекорд по титулам в Риме, выиграв уже в девятый раз (до этого он побеждал с 2005 по 2007, в 2009, 2010, 2012, 2013 и 2018 годах). В основной сетке турнира сыграли два представителя России: Даниил Медведев и Карен Хачанов, однако лишь Хачанов смог дойти до третьего раунда.
В мужском парном разряде прошлогодние чемпионы Хуан Себастьян Кабаль и Роберт Фара защищали свой титул под третьим номером посева. В итоге они смогли второй год подряд выиграть главный приз. В финале они обыграли пару Майкл Винус и Равен Класен, которая имела шестой номер посева.
Женский одиночный турнир смог собрать девять представительниц топ-10. Не приняла участие в турнире только № 4 в мире на тот момент Анжелика Кербер. Возглавила посев первая ракетка мира Наоми Осака. Японка доиграла до четвертьфинала, однако снялась с матча против Кики Бертенс. Чемпионка двух последних лет Элина Свитолина защищала титул в качестве пятого номера посева, однако украинская спортсменка проиграла уже в первом для себя матче второго раунда Виктории Азаренко. Титул в этом году смогла завоевать № 4 посева Каролина Плишкова, которая в финале нанесла поражение, не имевшей посева, Йоханне Конте. В основной сетке сыграли две представительницы России и лучшего результата смогла добиться Дарья Касаткина, доигравшая до третьего раунда.
В женском парном разряде прошлогодние чемпионки Эшли Барти и Деми Схюрс не защищали свой титул, играв в разных командах, однако обе смогли дойти до финала. Победу одержали не имевшие посева Виктория Азаренко и Эшли Барти, которые в финале обыграли восьмых номеров посева Анну-Лену Грёнефельд и Деми Схюрс.

## Соревнования

### Мужчины. Одиночный турнир
Рафаэль Надаль обыграл  Новака Джоковича со счётом 6-0, 4-6, 6-1.
- Надаль выиграл 1-й одиночный титул в сезоне и 81-й за карьеру в основном туре ассоциации.
- Джокович сыграл 3-й одиночный финал в сезоне и 108-й за карьеру в основном туре ассоциации.

### Женщины. Одиночный турнир
Каролина Плишкова обыграла  Йоханну Конту со счётом 6-3, 6-4.
- Плишкова выиграла 2-й одиночный титул в сезоне и 13-й за карьеру в туре ассоциации.
- Конта сыграла 2-й одиночный финал в сезоне и 8-й за карьеру в туре ассоциации.

### Мужчины. Парный турнир
Хуан Себастьян Кабаль /  Роберт Фара обыграли  Майкла Винуса /  Равена Класена со счётом 6-1, 6-3.
- Кабаль выиграл 2-й парный титул в сезоне и 14-й за карьеру в основном туре ассоциации.
- Фара выиграл 2-й парный титул в сезоне и 13-й за карьеру в основном туре ассоциации.

### Женщины. Парный турнир
Виктория Азаренко /  Эшли Барти обыграли  Анну-Лену Грёнефельд /  Деми Схюрс со счётом 4-6, 6-0, [10-3].
- Азаренко выиграла 2-й парный титул в сезоне и 8-й за карьеру в туре ассоциации.
- Барти выиграла 1-й парный титул в сезоне и 10-й за карьеру в туре ассоциации.